# Missing Man Formation (Band)
Missing Man Formation war eine US-amerikanische Rockband, die vom ehemaligen Grateful-Dead-Keyboarder Vince Welnick gegründet wurde.

## Geschichte
Nachdem sich Grateful Dead aufgelöst hatte und sich seine alte Band The Tubes mit einem anderen Keyboarder neugründete, blieb Welnick der Dead-Familie treu, indem er zuerst in Bob Weirs Band Ratdog spielte, bevor er im Frühjahr 1996 seine eigene Band Missing Man Formation gründete.
Zu den Gründungsmitgliedern gehörten der Gitarrist Steve Kimock, der zuvor u. a. bei Kingfish spielte, und Prairie Prince von The Tubes und Gründungsmitglied von Journey. Dazu kam der Bassist Bobby Vega von Jefferson Starship.
Der Name Missing Man Formation stammt von Welnicks Schwester. Sie hörte einigen Fans zu, wie sie sich über die Zukunft von Grateful Dead ohne Jerry Garcia unterhielten, dabei wurde das ganze mit einer Missing Man Formation verglichen.
Missing Man Formation war vor allem eine Live-Band, die bei Auftritten mit weiteren Gastmusikern auftraten, um die Variation der Instrumente zu erhöhen. Die Band spielte jedoch auch mit jüngeren Bands wie String Cheese Incident und Leftover Salmon zusammen.
Selbst veröffentlichte die Band nur ein gleichnamiges Album 1998. Danach löste Welnick die Band auf, da er nicht den Erfolg damit erreichte, den er sich erhofft hatte. Von den Grateful-Dead-Nachfolgeprojekten gilt Missing Man Formation als das unpopulärste.
2005 fand man sich für eine weitere Show am 5. Mai im Palace Theater in Hamilton, New York, zusammen.

## Diskografie
- Missing Man Formation (1998)